# Dime que me quieres (canción)
«Dime que me quieres» es una canción de la banda española Tequila.

## Descripción
Incluida en el tercer álbum de estudio del grupo, Viva Tequila!, se trata, en palabras de Ariel Rot, uno de sus autores, de su primera canción dedicado enteramente al amor. El otro autor, Alejo Stivel, la considera Un himno para toda una generación. Ha sido calificada como una de las mejores canciones de la banda, si no la mejor. Ha sido aclamada, entre otras características, por su célebre riff de guitarra. Entró, además, en el TOP 10 de los singles más vendidos en España en agosto de 1980.
El tema ha sido clasificado por la revista Rolling Stone en el número 90 de las 200 mejores canciones del pop rock en español, según el ranking publicado en 2010. Además, llegó al número uno de la lista de Los 40 Principales, manteniéndose en esa posición durante cinco semanas consecutivas.

## Versiones
Los propios Tequila grabaron una versión en lengua inglesa de la canción. En 2023 fue de nuevo grabada por Alejo Stivel pra una causa solidaria de UNICEF. También ha sido versionada por la banda infantil Parchís (1980), Los Piratas (1995) y Los Lunes (en el disco homenaje Mucho Tequila, 1997).

## En la cultura popular
La canción es interpretada por los protagonistas de la película El otro lado de la cama (2002), de Emilio Martínez-Lázaro, en la voz de Natalia Verbeke en estilo balada pop.